# 洛克希德L-188
洛克希德L-188“伊莱克特拉”（Lockheed L-188 Electra）是由美国洛克希德公司于1957年推出的一款四发动机渦輪螺旋槳客机，亦是美国制造的第一款采用渦輪螺旋槳发动机的客机。L-188为洛克希德的客机中继Model 10 Electra后第二个被命名为“伊莱克特拉”的系列，该名称来自于昴宿一（英文为Electra），为昴宿星团中一颗亮星。

## 发展历程
1955年，美国航空向洛克希德公司提出设计一款75座、航程3,200公里的四发动机客机。据此需求，洛克希德设计出CL-310型号，但该型号并无法满足另一家客户美国东方航空的要求。东方航空希望获得一款航程更远、最低巡航速度达350里/时、座位数达85-90人的机型。洛克希德因此重新改进了CL-310型号，发动机更换为艾利逊501-D13，为C-130运输机使用的艾利逊T56型发动机的民用版本，同时对机身进行加长，以加大载客量。1955年6月8日，该机获得美国航空35架的订单，并定型为L-188。同年9月27日，美国东方航空亦订购40架L-188客机。L-188首架原型机于1957年12月6日首飞，比预计时间提前两个月。1958年8月22日，L-188获得适航许可。首架L-188于1958年10月8日交付给东方航空，并于1959年1月12日开始商业飞行。
1957年，洛克希德基于L-188为美国海军设计了一款海上巡逻机，即P-3猎户座海上巡逻机。该机在军用领域取得成功，时至今日仍在众多国家的军队中服役。

## 营运历史

### 民用

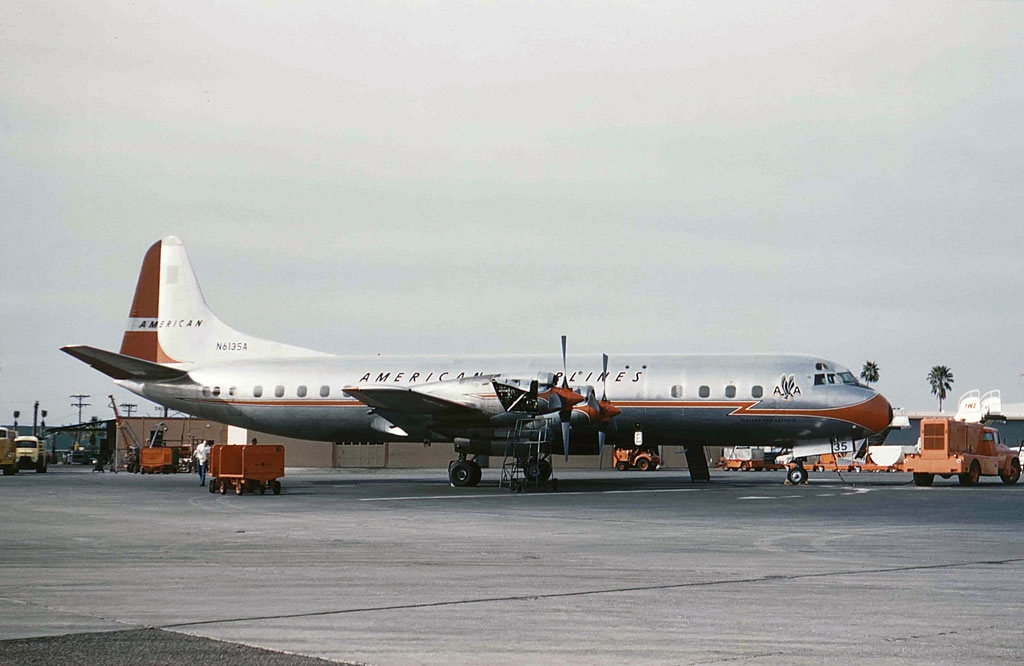
美国航空的L-188A

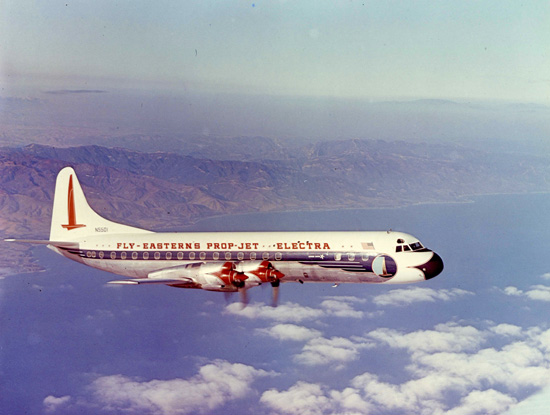
美国东方航空的L-188A

美国航空为L-188的启动用户，东方航空、布兰尼夫国际航空和西北航空亦在之后成为该机的客户。L-188的早期型号因螺旋桨共振导致机舱前部存在严重的噪音问题。洛克希德因此重新设计了发动机机舱，将发动机向上倾斜了3度，从而解决了噪音问题，提升了飞机的飞行表现和乘客体验。1959年后，L-188均按此次改动的标准生产。早期建造的L-188则通过改装套件的形式进行改造。
在1959年2月至1960年3月的1年间，L-188接连发生3次全机损毁的致命空难，导致美国联邦航空管理局对L-188的运行速度进行了限制，直至事故原因查明。经过调查，其中两起事故被发现均由发动机固定装置的问题导致。由于固定装置的强度不足，无法抑制旋转颤振现象。当震动传递到机翼，并与外机翼板产生共振时，会产生剧烈的上下震动，直至将机翼撕裂。洛克希德公司不得不花费巨资对L-188进行改进，包括加强发动机固定装置及支持该处的机翼结构的强度，同时将部分机翼蒙皮更换为更厚的材料。对一架L-188的改进约需20天时间，所有的花费均由洛克希德承担。然而连续的空难已使得公众对L-188机型失去信心，同时小型喷气式客机的诞生也取代了L-188的地位。最终L-188于1961年停产，共生产170架。洛克希德公司在L-188机型上录得约5,700万美元的亏损，其中还不包括约5,500万美元的诉讼费用。L-188的载客飞行一直持续至20世纪80年代。

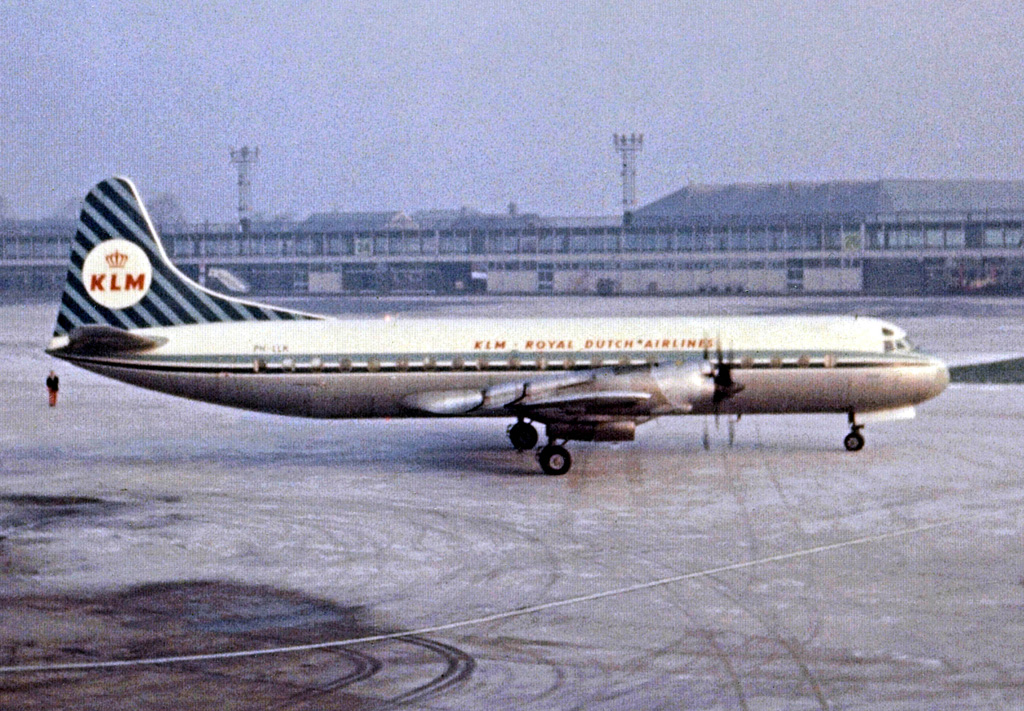
荷兰皇家航空的L-188C

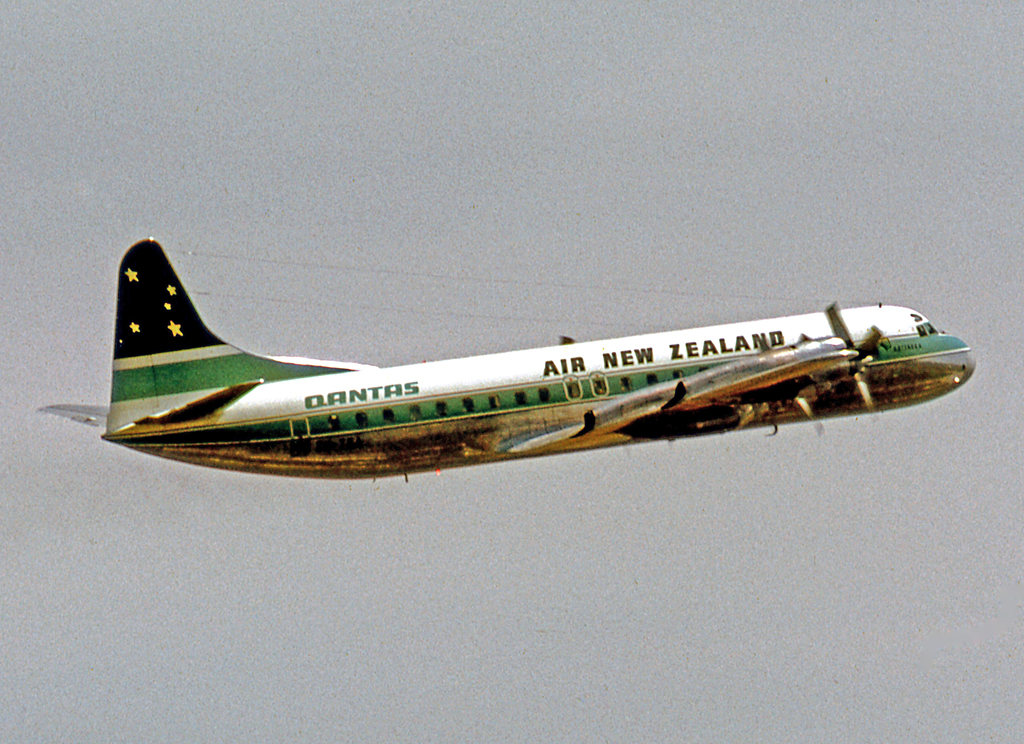
新西兰航空的L-188C

在欧洲，荷兰皇家航空为唯一从洛克希德订购了L-188的航空公司。荷航在1959年9月至1969年1月期间，共运行了12架L-188，飞行欧洲航线以及前往西贡和吉隆坡的航线。在大洋洲，新西兰航空及其前身塔斯曼帝国航空曾使用L-188运行跨塔斯曼海的航班。澳大利亚的跨澳航空和澳洲安捷航空曾在1959-1971年间分别运行3架L-188，执行澳大利亚国内的干线航班。安捷航空的3架L-188于1970-1971年改造为货机，并继续运行至1984年。澳洲航空亦曾运行过4架L-188，执飞前往香港、日本、新喀里多尼亚和新几内亚的航线，之后亦执飞过前往南非和新西兰的航线。澳洲航空的L-188中，3架于20世纪60年代中期退役，剩余1架于1971年退役。

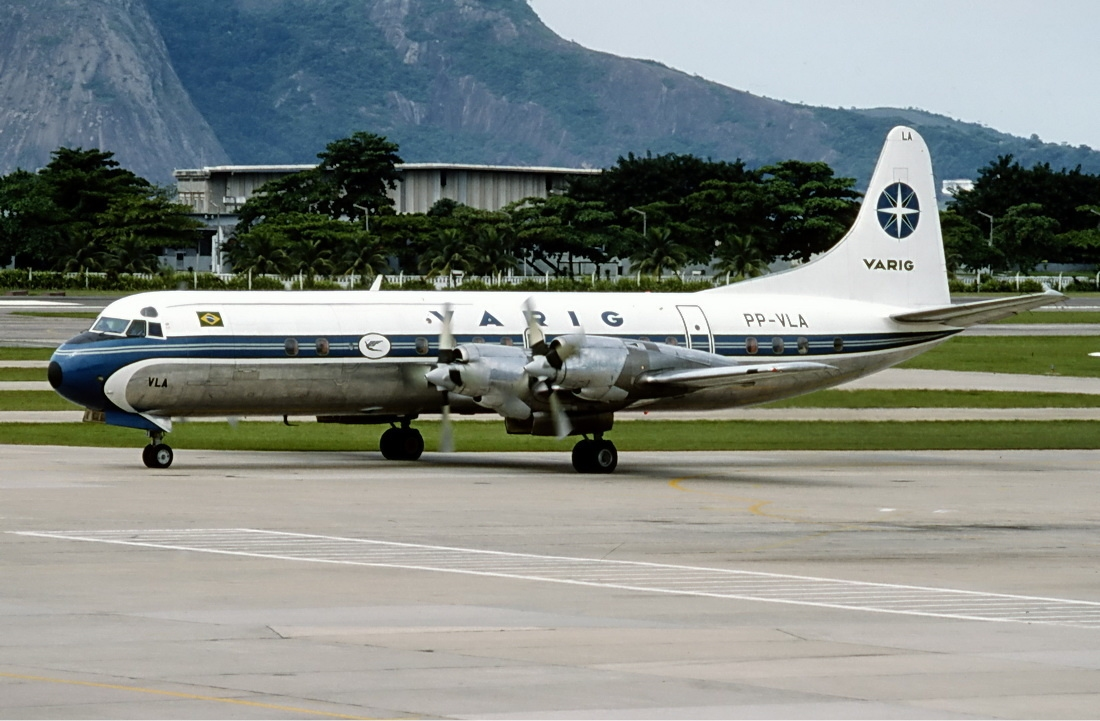
里约格朗德航空的L-188C

L-188在南美洲的营运则十分成功。里约格朗德航空曾运行过14架L-188，在极度繁忙的里约热内卢-圣保罗航线上使用L-188安全运行了30年，完成了超过50万次航班，直至1992年才被波音737-300和福克100所取代，以至于L-188已成为该航线的标志，在其退役时曾引起轩然大波，被媒体广泛报道。

### 军用
1973年，阿根廷海军购买了3架装有货舱门的L-188。在肮脏战争期间，这3架飞机被用来飞行臭名昭著的死亡飞行，运载政治犯并将其投入拉普拉塔河中。在1982年的马岛战争中，这些飞机被用来执行运输任务。1983年，在其P-2海王星巡逻机退役后，阿根廷海军又购入一批民用的L-188并将其改造为海上巡逻机，直至1994年被P-3取代。其中一架L-188于阿根廷海军航空博物馆保存。

## 衍生型号
- L-188A：最初量产型号。
- L-188C：远程版，油箱容量和最大起飞重量有所增加。
- YP-3A：为P-3猎户座海上巡逻机的研发而生产的空气动力测试平台，机身缩短了7英尺。

## 主要营运者

### 当前营运者
仍在服役中的L-188均为空中消防飞机或货机。
 加拿大
- Air Spray（英语：Air Spray）
- 水牛航空（英语：Buffalo Airways）
- Conair Group（英语：Conair Group）

### 过往民用营运者

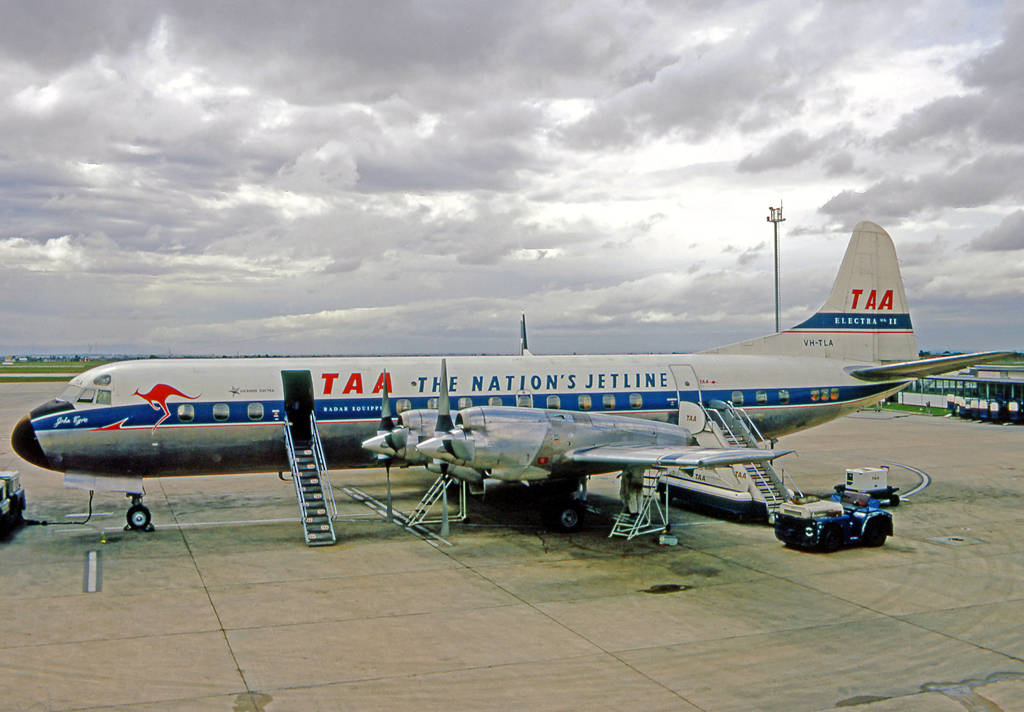
跨澳航空的L-188

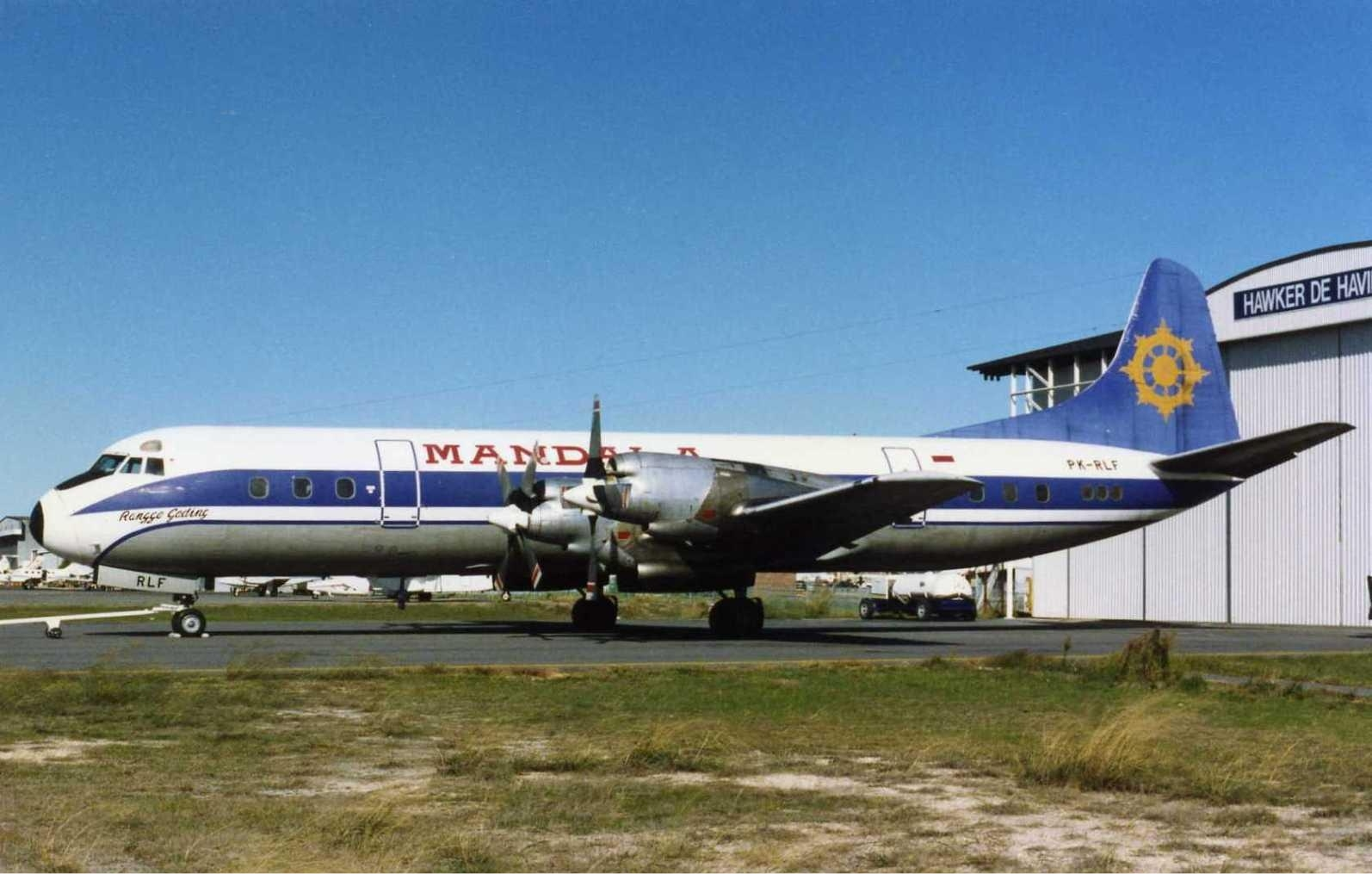
曼达拉航空的L-188

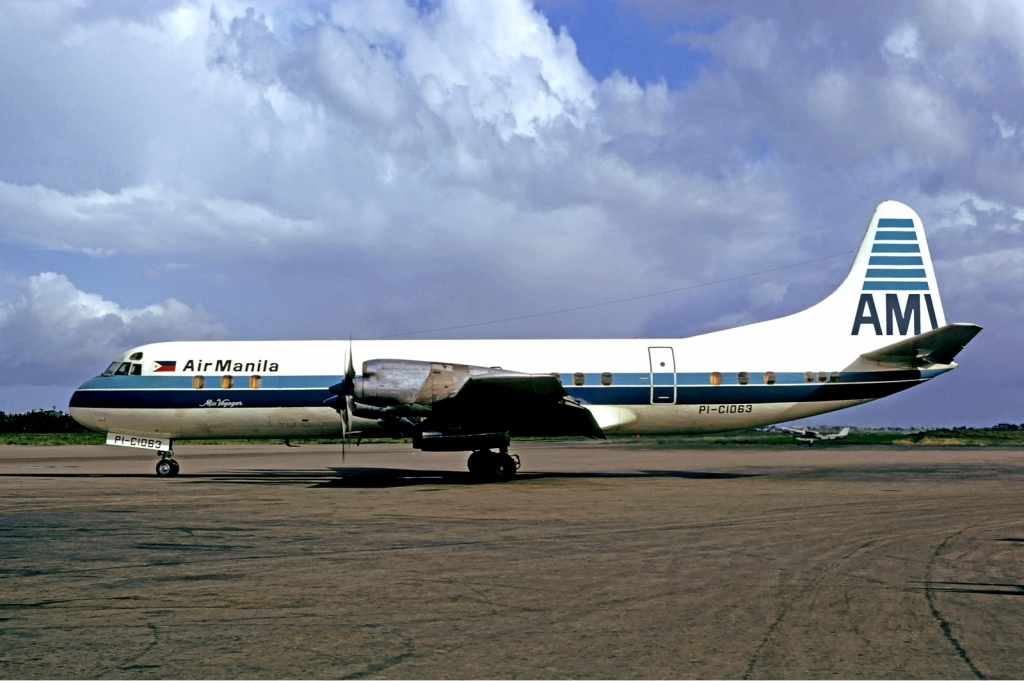
马尼拉航空的L-188

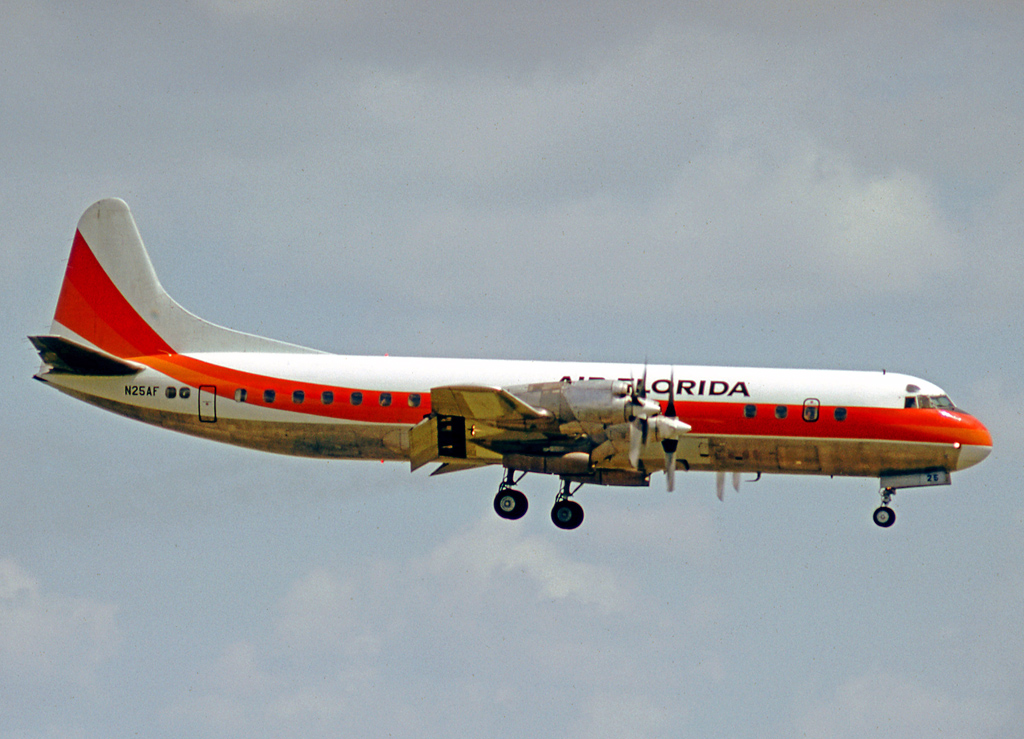
佛罗里达航空的L-188

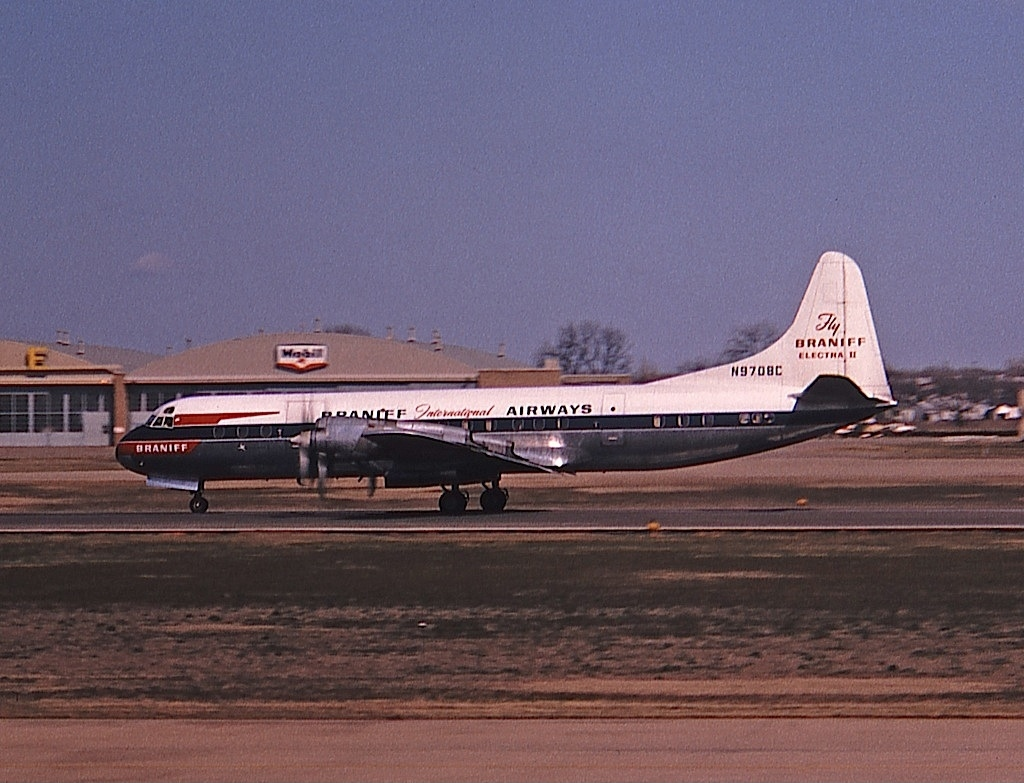
布兰尼夫国际航空的L-188

- 澳洲安捷航空
- 澳洲航空
- 跨澳航空

 玻利维亚
- 劳埃德玻利维亚航空（英语：Lloyd Aéreo Boliviano）

 巴西
- 里约格朗德航空

- APSA
- 哥斯达黎加航空

 英屬香港
- 国泰航空

 印度尼西亞
- 印度尼西亚鹰航空
- 曼达拉航空

 老挝王国
- 老挝皇家航空（英语：Royal Air Lao）

 荷蘭
- 荷兰皇家航空

 新西兰
- 新西兰航空
- 塔斯曼帝国航空（英语：TEAL）

 巴拿马
- 巴拿马航空

 秘魯
- 秘鲁国家航空（英语：Líneas Aéreas Nacionales S.A.）

 菲律賓
- 马尼拉航空（英语：Air Manila）

 美国
- 佛罗里达航空（英语：Air Florida）
- 美国航空
- 布兰尼夫国际航空
- 东方航空
- 长青国际航空
- 夏威夷航空
- 国家航空
- 西北航空
- 太平洋西南航空

## 意外事故
在所有的170架L-188中，共有58架因各种原因全机损毁。
- 1959年2月3日，美国航空320号班机（英语：American Airlines Flight 320）于纽约拉瓜迪亚机场进近时坠毁，机上73人中有65人死亡[14]。
- 1959年9月29日，布兰尼夫国际航空的一架L-188于得克萨斯州布法罗附近坠毁（英语：Braniff Flight 542），机上34人全部遇难[15]。
- 1960年3月17日，西北航空一架L-188于印第安那州上空解体（英语：Northwest Orient Airlines Flight 710），机上63人全部遇难。该事故与前一次事故均由旋转颤振产生的共振导致[16]。
- 1960年10月4日，东方航空一架L-188于波士顿洛根国际机场起飞时失事，导致机上72人中62人死亡[17]。
- 1961年6月12日，荷兰皇家航空823号班机（英语：KLM Flight 823）于开罗失事，机上36人中的20人死亡[18]。
- 1961年9月17日，西北航空710号班机（英语：Northwest Orient Airlines Flight 710）于奥黑尔国际机场起飞时失事，机上37人全部遇难[19]。
- 1967年2月16日，印尼鹰航一架L-188于万鸦老萨姆·拉图兰吉机场降落时失事（英语：Garuda Indonesia Flight 708），机上92人中有22人遇难[20]。
- 1968年5月3日，布兰尼夫国际航空352号班机（英语：Braniff Flight 352）于得克萨斯州道森上空解体，机上85人全部遇难，为当时得克萨斯境内发生的死亡人数最多的空难[21]。
- 1970年8月9日，秘鲁国家航空502号班机（英语：LANSA Flight 502）于库斯科坠毁，机上100人中有99人死亡，此外还导致地面上2人遇难[22]。
- 1971年12月14日，秘鲁国家航空508号班机因雷暴解体失事，造成91人死亡，只有1名17岁的女孩朱利安娜·克普克生还[23]。
- 1976年6月4日，马尼拉航空（英语：Air Manilla）一架L-188在关岛坠毁，机上45人和地面1人罹难[24]。
- 1985年1月21日，一架L-188包机于雷诺-太浩国际机场坠毁，导致机上71人中70人死亡[25]。
- 1995年12月18日，安哥拉一架L-188坠毁，导致机上144人中的141人遇难。该次事故为L-188涉及的死亡人数最多的空难[26]。

## 性能参数（L-188A）
参考资料：Lockheed Aircraft since 1913
基本信息
- 机组：3人
- 容量：

  - 98人
  - 33,800磅（15,300）载重
- 長度：104英尺6英寸（31.85）
- 翼展：99英尺0英寸（30.18）
- 高度：32英尺10英寸（10.01）
- 机翼面积：1,300平方英尺（120平方）
- 展弦比：7.5:1[28]
- 翼型：翼根为NACA 0014-1.10，翼梢为NACA 0012-1.10[28]
- 空重：57,400英磅（26,036）
- 最大起飛重量：113,000英磅（51,256）
- 燃料容量：标准载重下为5,520 US gal（4,600 imp gal；20,900 L）[28]
- 发动机：4台艾利逊501-D13涡轮轴发动机，每台3,750匹軸馬力（2,800千瓦特）
- 螺旋桨：4桨叶Aeroproducts或Hamilton Standard，13英尺6英寸（4.11）直径[28]

性能
- 最大速度：389節；721每小時（448英里每小時）at 12,000英尺（3,700米）
- 巡航速度：324節；600每小時（373英里每小時）
- 航程：2,407海里；4,458（2,770英里）最大载重下为1,900海里（2,200英里；3,500）
- 升限：28,400英尺（8,700）
- 爬升率：1,970英尺每分鐘（10.0每秒）

## 相关机型

### 相关发展
- P-3猎户座海上巡逻机

### 同时代或类似型号
- 安-10
- 安-12
- 布里斯托不列颠尼亚型
- 加拿大飞机公司CL-44型（英语：Canadair CL-44）
- 伊尔-18
- 维克斯先锋型